# 南朗山

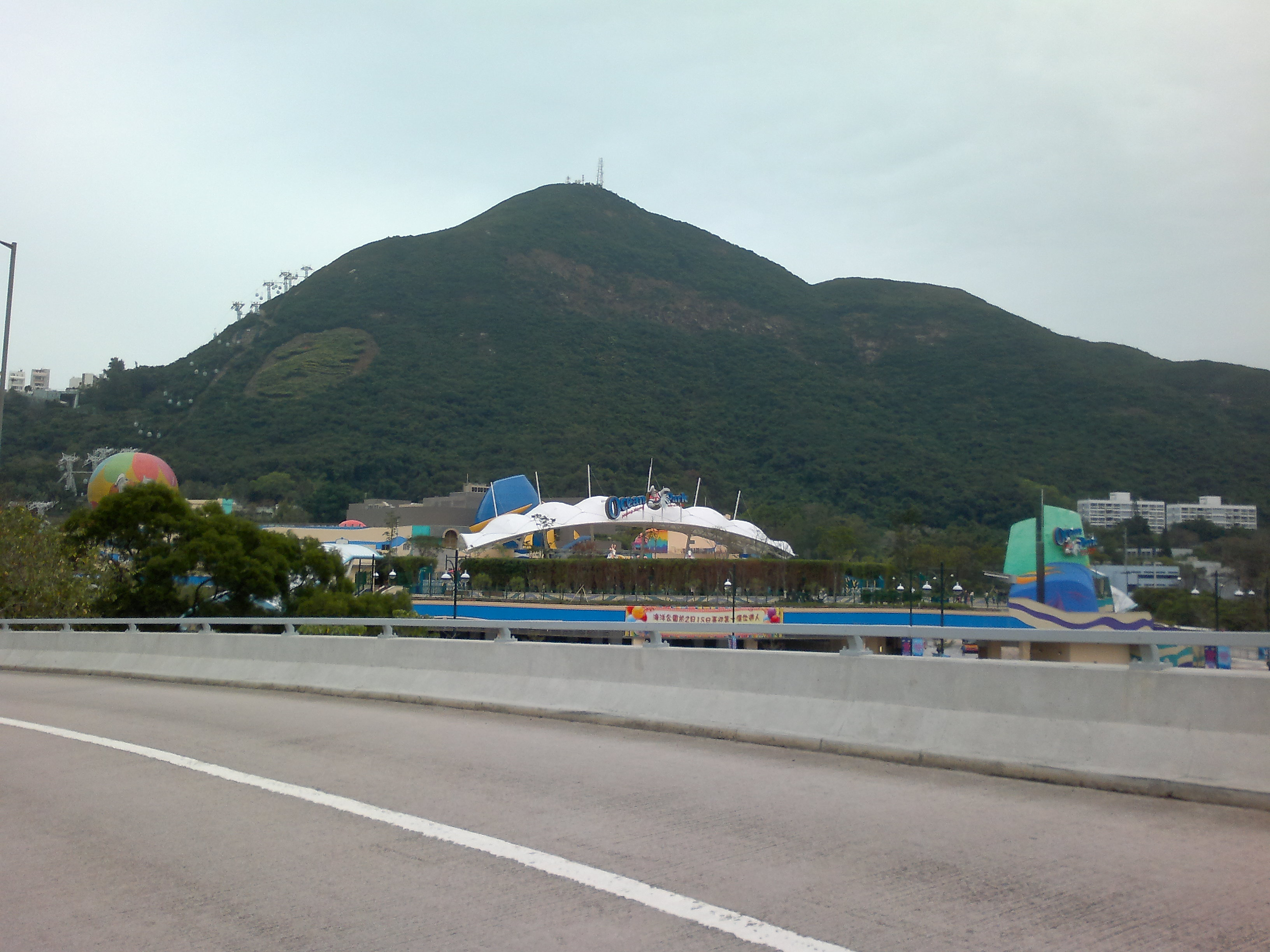
南朗山近香港海洋公園正門，可見山腰上的海馬標誌

南朗山（或寫作南塱山，英語：或）是香港的山峰之一，位於香港島南區，海拔284米，北靠班納山和金馬倫山，南望南中國海，西臨深灣、香港仔南避風塘、布廠灣及大樹灣，東至深水灣。
香港海洋公園盤據著大半個南朗山，其不少遊樂設施均在南朗山的南部山麓。南朗山的東北山坡，有一個索道系統（海洋公園纜車）連接半山和山下黃竹坑道正門附近。而南朗山的西南山坡，則由一組戶外電動扶梯系統連接半山和山下大樹灣入口。
不過南朗山的山峰不在香港海洋公園範圍之內。於南朗山道的南朗山道休憩公園有一條由南區區議會和民政事務總署建造的石屎山徑，並在山頂以西建有南朗亭。南朗亭和南朗山山頂之間亦有明顯山徑，不過主要是泥路，比較不好走。南朗山山頂有警察通訊站和三角測量站，也設有無線電視發射站，還有數碼電視廣播輔助發射站。
南朗山北面山腰有海洋公園的海馬標誌，因而被部份人俗稱為海洋公園山。
南朗山英文名被稱為「Brick Hill」，有指是因為山上曾經有磚窯，而現時磚窯遺址有大量亂石。
香港駕駛學院香港分校，曾設在香港海洋公園正門的西側，其後因應海洋公園擴建而遷出。
南朗山的北面山下還有警察學院、黃竹坑邨（已清拆)、黃竹坑道、黃竹坑站綜合發展區。

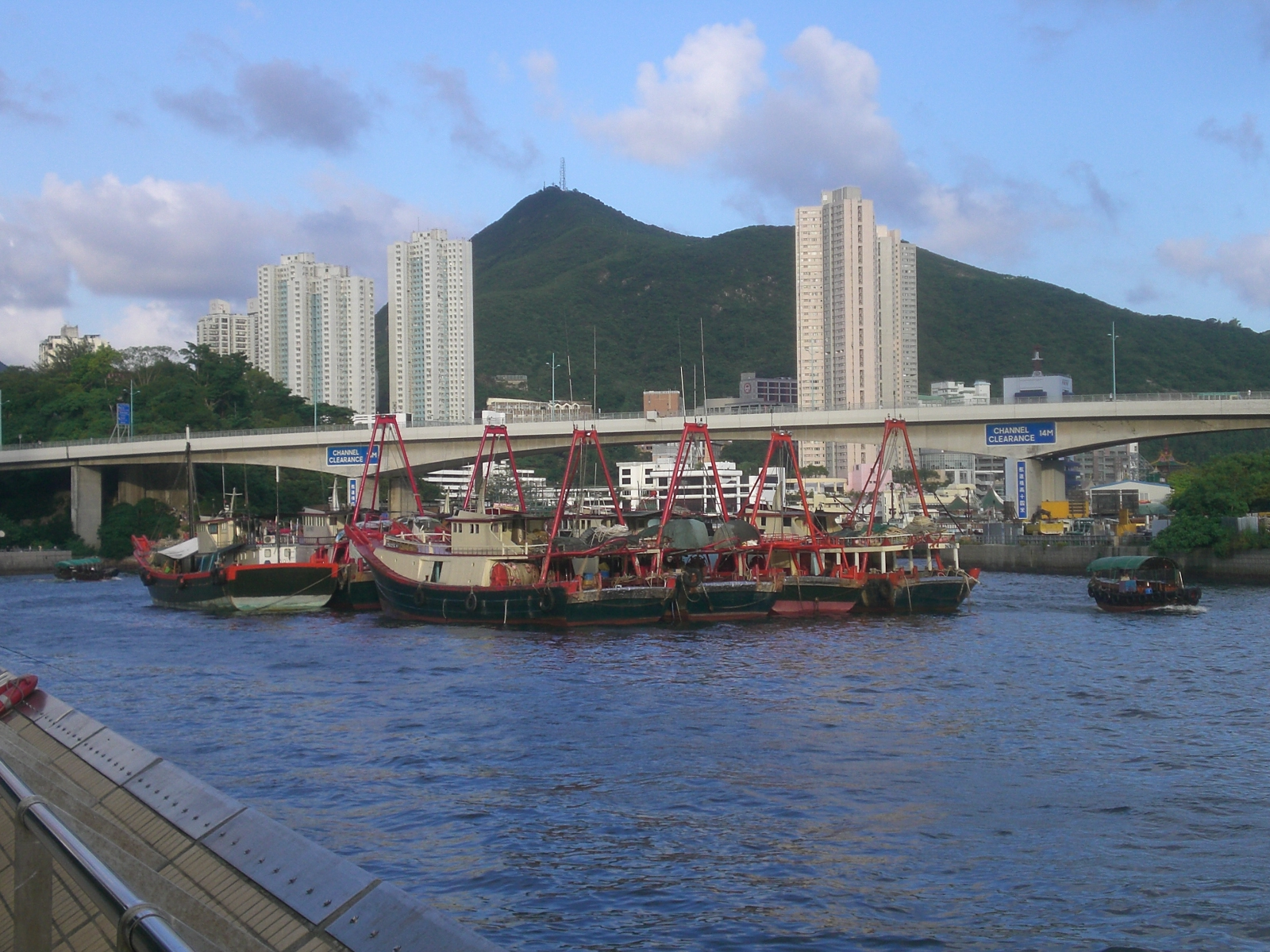
從香港仔眺望南朗山
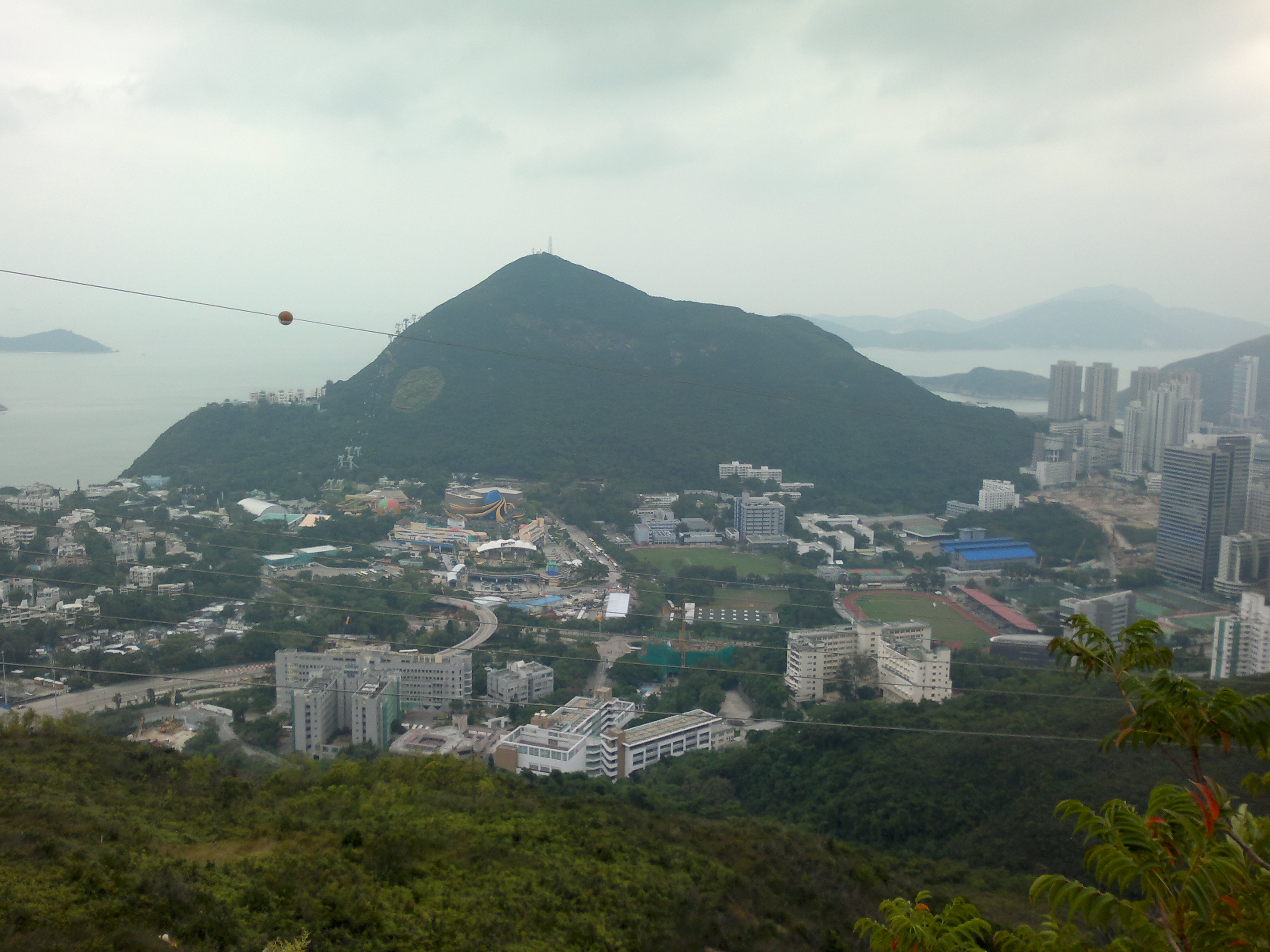
從中峽眺望南朗山
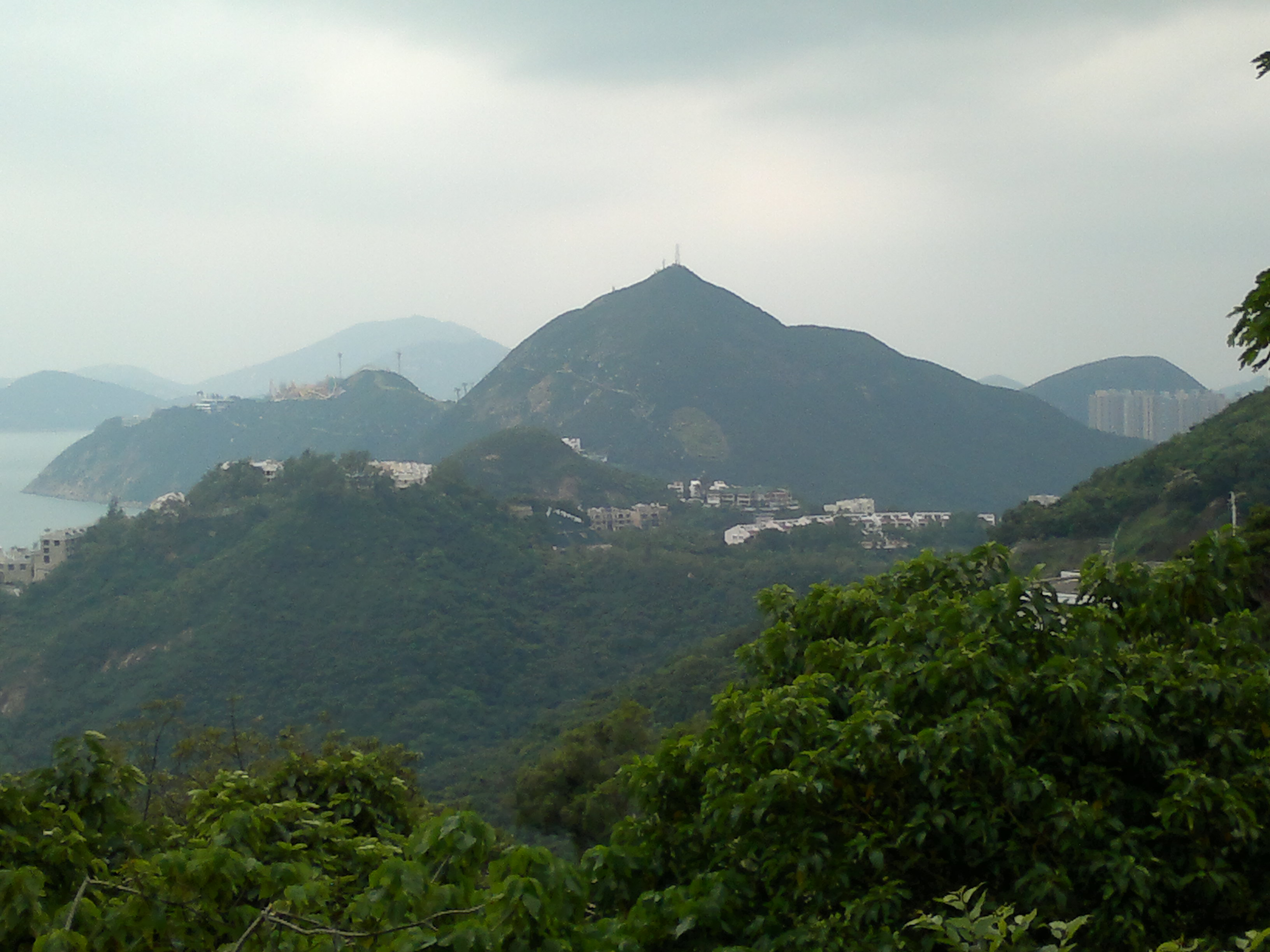
從黃泥涌峽眺望南朗山

## 鄰近的山峰
- 班納山
- 壽臣山
- 玉桂山

## 教育
- 香港加拿大國際學校
- 新加坡國際學校
- 瑪利灣學校

## 社區設施
- 香港防癌會（前南朗醫院）

## 站外鏈結
- 南朗山地圖 （页面存档备份，存于）